# カイオー
カイオーとは、名古屋港水族館のマスコットキャラクターである。

## カイオー
シャチをモチーフしたキャラクター。2003年登場。赤い彗星のシャアやムスカ大佐のファンである。グランパスくんと親友。
実は何でも変身できる(?)生物。漢字で書くと「海王」。8歳だが漢字が得意。

## ギンペー
カイオーの友達。準レギュラー。ペンギンである。

## タート
カイオーの友達。ウミガメである。

## カイオーの水族館日記
2008年6月27日より始まった子供向け(?)の日記。
主に多い内容はカイオーが魚を見に行ったもの。
レギュラーはカイオーと飼育担当(なお、飼育担当は7月15日に初登場した)。

### 2008年

#### 6月
27日「乙女の体重は何kg？」・「ベルーガ「ナナ」の絵大募集」
二本立て。「乙女の体重は何kg？」はクイズで、正解は232Kgである。「ベルーガ「ナナ」の絵大募集」はベルーガのナナの絵をカイオーが書いていた。
29日「みんな見てね「にぎやか情報誌」」・「アカウミガメの赤ちゃんが今年初めて生まれたよ」
27日と同様の二本立て。「みんな見てね「にぎやか情報誌」」は「にぎやか情報誌」を紹介するもの。「アカウミガメの赤ちゃんが今年初めて生まれたよ」は、カイオーが2008年に生まれたアカウミガメを見に行くもの。

#### 7月
2日「かんさつノートで勉強しました」

4日「発見コーナーの準備を手伝いました」

6日「朝礼に参加しました」